# Effectifs du tournoi féminin de water-polo aux Jeux olympiques d'été de 2016
Cette page propose la liste de toutes les équipes et de leurs joueuses participant au tournoi féminin de water-polo aux Jeux olympiques d'été de 2016.

## Groupe A

### Australie
Greg McFadden, le sélectionneur australien, a annoncé le 19 juin 2016 les treize joueuses qui participeront aux Jeux olympiques de Rio.
| Numéro | Joueur              | Poste          | Naissance                 | Taille | Club en 2016               |
| ------ | ------------------- | -------------- | ------------------------- | ------ | -------------------------- |
| 1      | Lea Yanitsas        | Gardien de but | 15 mars 1989 (27 ans)     | 1,72 m | Sydney University Lions    |
| 2      | Gemma Beadsworth    | Pointe avant   | 17 juillet 1987 (29 ans)  | 1,80 m | Fremantle Marlins          |
| 3      | Hannah Buckling     | Pointe arrière | 3 juin 1992 (24 ans)      | 1,77 m | Sydney University Lions    |
| 4      | Holly Lincoln-Smith | Pointe avant   | 26 mars 1988 (28 ans)     | 1,83 m | Cronulla-Sutherland Sharks |
| 5      | Keesja Gofers       | Défenseur      | 16 mars 1990 (26 ans)     | 1,76 m | Sydney University Lions    |
| 6      | Bronwen Knox        | Pointe avant   | 16 avril 1986 (30 ans)    | 1,82 m | Victorian Tigers           |
| 7      | Rowena Webster      | Pointe arrière | 27 décembre 1987 (28 ans) | 1,78 m | Victorian Tigers           |
| 8      | Glencora Ralph      | Pointe arrière | 8 août 1988 (28 ans)      | 1,78 m | Fremantle Marlins          |
| 9      | Zoe Arancini        | Défenseur      | 14 juillet 1991 (24 ans)  | 1,70 m | Fremantle Marlins          |
| 10     | Ashleigh Southern   | Pointe avant   | 22 octobre 1992 (23 ans)  | 1,88 m | Brisbane Barracudas        |
| 11     | Isobel Bishop       | Défenseur      | 8 septembre 1991 (24 ans) | 1,80 m | Sydney University Lions    |
| 12     | Nicola Zagame       | Défenseur      | 11 août 1990 (25 ans)     | 1,74 m | Cronulla-Sutherland Sharks |
| 13     | Kelsey Wakefield    | Gardien de but | 1er juin 1991 (25 ans)    | 1,88 m | Queensland Breakers        |

### Brésil
| Numéro | Joueur              | Poste          | Naissance                  | Taille | Club en 2016                 |
| ------ | ------------------- | -------------- | -------------------------- | ------ | ---------------------------- |
| 1      | Tess Oliveira       | Gardien de but | 6 janvier 1987 (29 ans)    | 1,71 m | Esporte Clube Pinheiros      |
| 2      | Diana Abla          | Pointe avant   | 29 juillet 1995 (21 ans)   | 1,75 m | Esporte Clube Pinheiros      |
| 3      | Marina Zablith      | Pointe arrière | 4 mars 1987 (29 ans)       | 1,82 m | Esporte Clube Pinheiros      |
| 4      | Marina Canetti      | Pointe avant   | 1er avril 1988 (28 ans)    | 1,70 m | Clube de Regatas do Flamengo |
| 5      | Lucianne Barroncas  | Défenseur      | 24 janvier 1983 (33 ans)   | 1,74 m | Esporte Clube Pinheiros      |
| 6      | Izabella Chiappini  | Défenseur      | 28 septembre 1995 (20 ans) | 1,71 m | Esporte Clube Pinheiros      |
| 7      | Amanda Oliveira     | Défenseur      | 6 janvier 1987 (29 ans)    | 1,71 m | Esporte Clube Pinheiros      |
| 8      | Luiza Carvalho      | Pointe avant   | 2 juillet 1983 (33 ans)    | 1,83 m | Esporte Clube Pinheiros      |
| 9      | Mariana Duarte      |                | 5 octobre 1986 (29 ans)    | 1,65 m | Clube Paineiras do Morumby   |
| 10     | Camila Pedrosa      | Pointe avant   | 12 mars 1975 (41 ans)      | 1,72 m | Club Athlético Paulistano    |
| 11     | Viviane Bahia       | Pointe arrière | 14 février 1994 (22 ans)   | 1,76 m | Esporte Clube Pinheiros      |
| 12     | Gabriela Mantellato | Défenseur      | 28 octobre 1991 (24 ans)   | 1,75 m | Esporte Clube Pinheiros      |
| 13     | Victória Chamorro   | Gardien de but | 10 juillet 1996 (20 ans)   | 1,75 m | Clube Paineiras do Morumby   |

### Italie
| Numéro | Joueur             | Poste          | Naissance                  | Taille | Club en 2016         |
| ------ | ------------------ | -------------- | -------------------------- | ------ | -------------------- |
| 1      | Giulia Gorlero     | Gardien de but | 26 septembre 1990 (25 ans) | 1,80 m | Despar Messina       |
| 2      | Chiara Tabani      | Pointe arrière | 27 août 1994 (21 ans)      | 1,76 m | Mediostar Prato      |
| 3      | Arianna Garibotti  | Défenseur      | 9 décembre 1989 (26 ans)   | 1,69 m | Despar Messina       |
| 4      | Elisa Queirolo     | Pointe arrière | 6 mars 1991 (25 ans)       | 1,68 m | CS Plebiscito Padova |
| 5      | Federica Radicchi  | Pointe arrière | 21 décembre 1988 (27 ans)  | 1,70 m | Despar Messina       |
| 6      | Rosaria Aiello     | Pointe avant   | 12 mai 1989 (27 ans)       | 1,72 m | Despar Messina       |
| 7      | Tania Di Mario     | Défenseur      | 4 mai 1979 (37 ans)        | 1,68 m | L’Ekipe Orizzonte    |
| 8      | Roberta Bianconi   | Pointe arrière | 8 juillet 1989 (27 ans)    | 1,76 m | Olympiakós           |
| 9      | Giulia Emmolo      | Défenseur      | 16 octobre 1991 (24 ans)   | 1,71 m | Olympiakós           |
| 10     | Francesca Pomeri   | Pointe avant   | 18 février 1993 (23 ans)   | 1,74 m | Città di Cosenza     |
| 11     | Aleksandra Cotti   | Pointe avant   | 13 décembre 1988 (27 ans)  | 1,67 m | Rapallo Pallanuoto   |
| 12     | Teresa Frassinetti | Pointe avant   | 24 décembre 1985 (30 ans)  | 1,78 m | RN Bogliasco         |
| 13     | Laura Teani        | Gardien de but | 13 mars 1991 (25 ans)      | 1,75 m | CS Plebiscito Padova |

### Russie
Alexandr Gaidukov, le sélectionneur russe, a annoncé le 27 juillet 2016 la liste des treize joueuses de l'équipe olympique.
| Numéro | Joueur                | Poste          | Naissance                | Taille | Club en 2016       |
| ------ | --------------------- | -------------- | ------------------------ | ------ | ------------------ |
| 1      | Anna Ustyukhina       | Gardien de but | 18 mars 1989 (27 ans)    | 1,77 m | SKIF-CSP Izmailovo |
| 2      | Maria Borisova        | Défenseur      | 28 juillet 1997 (19 ans) | 1,84 m | SKIF-CSP Izmailovo |
| 3      | Iekaterina Prokofieva | Défenseur      | 13 mars 1991 (25 ans)    | 1,76 m | Kinef Kirishi      |
| 4      | Elvina Karimova       | Défenseur      | 25 mars 1994 (22 ans)    | 1,66 m | Uralochka Zlatoust |
| 5      | Nadezhda Fedotova     | Défenseur      | 20 mai 1988 (28 ans)     | 1,75 m | Kinef Kirishi      |
| 6      | Olga Belova           | Pointe arrière | 27 août 1993 (22 ans)    | 1,69 m | Uralochka Zlatoust |
| 7      | Ekaterina Lisunova    | Défenseur      | 6 octobre 1989 (26 ans)  | 1,75 m | WC Yugra           |
| 8      | Anastasia Simanovich  | Pointe avant   | 23 janvier 1995 (21 ans) | 1,74 m | Kinef Kirishi      |
| 9      | Anna Timofeeva        | Pointe avant   | 18 juillet 1987 (29 ans) | 1,78 m | WC Yugra           |
| 10     | Evgenia Soboleva      | Pointe arrière | 26 août 1988 (27 ans)    | 1,80 m | Kinef Kirishi      |
| 11     | Evgeniya Ivanova      | Défenseur      | 26 juillet 1987 (29 ans) | 1,76 m | Kinef Kirishi      |
| 12     | Anna Grineva          | Pointe arrière | 31 janvier 1988 (28 ans) | 1,85 m | Spartak Volgograd  |
| 13     | Anna Karnaukh         | Gardien de but | 31 août 1993 (22 ans)    | 1,73 m | Kinef Kirishi      |

## Groupe B

### Chine
| Numéro | Joueur       | Poste          | Naissance        | Taille | Club en 2016 |
| ------ | ------------ | -------------- | ---------------- | ------ | ------------ |
| 1      | Yang Jun     | Gardien de but | 28 avril 1988    | 1,80 m | Tianjin      |
| 2      | Ma Huanhuan  | Défenseur      | 13 janvier 1990  | 1,78 m | Guangxi      |
| 3      | Mei Xiaohan  | Pointe arrière | 11 novembre 1996 | 1,80 m | Tianjin      |
| 4      | Xiong Dunhan | Pointe avant   | 11 novembre 1998 | 1,81 m | Hunan        |
| 5      | Niu Guannan  | Défenseur      | 10 mai 1992      | 1,77 m | Guangxi      |
| 6      | Sun Yating   | Pointe avant   | 24 février 1988  | 1,78 m | Tianjin      |
| 7      | Song Donglun | Défenseur      | 28 avril 1991    | 1,78 m | Tianjin      |
| 8      | Zhang Cong   | Défenseur      | 3 mai 1990       | 1,76 m | Tianjin      |
| 9      | Zhao Zihan   | Défenseur      | 4 septembre 1993 | 1,72 m | Shanghai     |
| 10     | Zhang Weiwei | Défenseur      | 7 octobre 1990   | 1,82 m | Sichuan      |
| 11     | Wang Xinyan  | Pointe arrière | 26 avril 1991    | 1,81 m | Shanghai     |
| 12     | Zhang Jing   | Défenseur      | 16 juin 1996     | 1,66 m | Fujian       |
| 13     | Peng Lin     | Gardien de but | 4 avril 1995     | 1,85 m | Hunan        |

### Espagne
Le sélectionneur espagnol Miki Oca annonce la composition de l'équipe olympique féminine de water-polo le 18 juillet 2016.
| Numéro | Joueur              | Poste          | Naissance                  | Taille | Club en 2016       |
| ------ | ------------------- | -------------- | -------------------------- | ------ | ------------------ |
| 1      | Laura Ester         | Gardien de but | 20 janvier 1990 (26 ans)   | 1,70 m | CN Sabadell        |
| 2      | Marta Bach          | Pointe arrière | 17 février 1993 (23 ans)   | 1,76 m | CN Mataró          |
| 3      | Anni Espar          | Défenseur      | 8 janvier 1993 (23 ans)    | 1,80 m | CN Sabadell        |
| 4      | Beatriz Ortiz       | Défenseur      | 21 juin 1995 (21 ans)      | 1,76 m | CN Rubí            |
| 5      | Matilde Ortiz       | Pointe arrière | 16 septembre 1990 (25 ans) | 1,74 m | CN Sabadell        |
| 6      | Paula Leitón        | Pointe avant   | 27 avril 2000 (16 ans)     | 1,87 m | CN Terrassa        |
| 7      | Clara Espar         |                | 29 septembre 1994 (21 ans) | 1,77 m | CN Sabadell        |
| 8      | Pilar Peña Carrasco | Défenseur      | 4 avril 1986 (30 ans)      | 1,72 m | CN Sabadell        |
| 9      | Judith Forca        |                | 7 juin 1996 (20 ans)       | 1,73 m | CN Sabadell        |
| 10     | Roser Tarragó       | Défenseur      | 25 mars 1993 (23 ans)      | 1,71 m | CN Mataró          |
| 11     | Maica García Godoy  | Pointe avant   | 17 octobre 1990 (25 ans)   | 1,88 m | CN Sabadell        |
| 12     | Laura López Ventosa | Défenseur      | 13 janvier 1988 (28 ans)   | 1,70 m | CN Mataró          |
| 13     | Patricia Herrera    | Gardien de but | 9 février 1993 (23 ans)    | 1,63 m | CN Madrid Moscardó |

### États-Unis
Le sélectionneur des États-Unis Adam Krikorian a annoncé les treize poloïstes qui représenteront le pays aux Jeux olympiques le 16 juin 2016.
| Numéro | Joueur             | Poste          | Naissance                  | Taille | Club en 2016                |
| ------ | ------------------ | -------------- | -------------------------- | ------ | --------------------------- |
| 1      | Sami Hill          | Gardien de but | 8 juin 1992 (24 ans)       | 1,80 m | Santa Barbara WP Foundation |
| 2      | Madeline Musselman | Défenseur      | 16 juin 1998 (18 ans)      | 1,80 m | Corona del Mar Aquatics     |
| 3      | Melissa Seidemann  | Pointe arrière | 26 juin 1990 (26 ans)      | 1,83 m | New York Athletic Club      |
| 4      | Rachel Fattal      | Défenseur      | 10 décembre 1993 (22 ans)  | 1,72 m | Socal Water Polo            |
| 5      | Aria Fischer       | Pointe avant   | 2 mars 1999 (17 ans)       | 1,83 m | SET Water Polo              |
| 6      | Maggie Steffens    | Pointe arrière | 4 juin 1993 (23 ans)       | 1,75 m | New York Athletic Club      |
| 7      | Courtney Mathewson | Défenseur      | 14 septembre 1986 (29 ans) | 1,70 m | New York Athletic Club      |
| 8      | Kiley Neushul      | Défenseur      | 5 mars 1993 (23 ans)       | 1,72 m | Santa Barbara WP Foundation |
| 9      | KK Clark           | Pointe arrière | 28 juin 1990 (26 ans)      | 1,88 m | New York Athletic Club      |
| 10     | Kaleigh Gilchrist  | Défenseur      | 16 mai 1992 (24 ans)       | 1,75 m | New York Athletic Club      |
| 11     | Makenzie Fischer   | Pointe arrière | 29 mars 1997 (19 ans)      | 1,85 m | SET Water Polo              |
| 12     | Kami Craig         | Pointe avant   | 21 juillet 1987 (29 ans)   | 1,80 m | New York Athletic Club      |
| 13     | Ashleigh Johnson   | Gardien de but | 12 septembre 1994 (21 ans) | 1,85 m | New York Athletic Club      |

### Hongrie
| Numéro | Joueur          | Poste          | Naissance                | Taille | Club en 2016                  |
| ------ | --------------- | -------------- | ------------------------ | ------ | ----------------------------- |
| 1      | Edina Gangl     | Gardien de but | 25 juin 1990 (26 ans)    | 1,81 m | UVSE                          |
| 2      | Dóra Czigány    | Défenseur      | 23 octobre 1992 (23 ans) | 1,73 m | Egri VK                       |
| 3      | Dóra Antal      | Défenseur      | 9 septembre 1993         | 1,69 m | UVSE                          |
| 4      | Hanna Kisteleki | Pointe avant   | 10 mars 1991             | 1,72 m | UVSE                          |
| 5      | Gabriella Szűcs | Défenseur      | 7 mars 1988              | 1,83 m | UVSE                          |
| 6      | Orsolya Takács  | Pointe arrière | 20 mai 1985              | 1,90 m | BVSC                          |
| 7      | Anna Illés      | Pointe arrière | 21 février 1994          | 1,80 m | Golden Bears de la Californie |
| 8      | Rita Keszthelyi | Défenseur      | 10 décembre 1991         | 1,78 m | UVSE                          |
| 9      | Ildikó Tóth     | Pointe avant   | 23 avril 1987            | 1,75 m | UVSE                          |
| 10     | Barbara Bujka   | Pointe avant   | 5 septembre 1986         | 1,72 m | Szeged VE                     |
| 11     | Dóra Csabai     | Pointe arrière | 20 avril 1989            | 1,75 m | UVSE                          |
| 12     | Krisztina Garda | Pointe arrière | 16 juillet 1994          | 1,70 m | Dunaújvárosi FVE              |
| 13     | Orsolya Kasó    | Gardien de but | 22 novembre 1988         | 1,87 m | Dunaújvárosi FVE              |